# Маяготья, Альберто
Альбе́рто Маяго́тья Хи́лл (исп. Alberto Mayagoitia Hill; род. 24 апреля, 1968 года, более известен как Альберто Маяготья) — известный мексиканский актёр.

## Биография
Родился 24 апреля 1968 года. В мексиканском кинематографе дебютировал в 1982 году в сериале «Свеча». В 1985 году он получает главную роль в теленовелле «Живой немного».
В 1987 году — он играет роль Пабло Мендисабаля в культовой теленовелле «Дикая Роза», после экспорта которого актёр стал известен в некоторых странах мира, а чуть позже — и в России.
В 1988 году он снимается в теленовелле «Тихая любовь», а в 1989 году в теленовелле «Свет и тень», где партнёршей актёра стала Талия.
В 1992 году он снимается в теленовелле «Дедушка и я», а в 1993 году в теленовелле «Последняя надежда», где его партнёршей стала актриса Мариана Леви. Позже актер снимается в эпизодических ролях в таких сериалах как «Марисоль», «Здоровье, богатство и любовь», «Каталина и Себастьян», «Словно в кино» и других.
На сегодняшний день актёр почти не снимается в телесериалах, но играет в мексиканских театральных постановках.

## Фильмография

### Теленовеллы студии «Televisa»
- 1982 — Свеча (Анхель Гуардиан)
- 1985 — Пожить немножко (Альдо Мериса Обрегон)
- 1986 — Бедная молодёжь (Хорхе)
- 1987 — Дикая Роза (Пабло Мендисабаль (дубляж — Александр Рахленко))
- 1988 — Тихая любовь (Диего Роблес)
- 1989 — Свет и тень (Томас Хосе)
- 1991 — Матери - эгоистки (Фернандо Гонсалес/Фелипе Годой)
- 1992 — Дедушка и я (Бруно)
- 1993 — Последняя надежда (Даниэль/Анхель)
- 1996 — Марисоль (Доктор Рубен Линарес)
- 1997 — Здоровье, богатство и любовь (Федерико Монтьель)

### Теленовеллы студии «TV Azteca»
- 1999 — Каталина и Себастьян (Кармело)
- 2001 — Как в кино (Билли Биллетес)

### Телесериалы, показанные свыше 2-х сезонов
- 2010 — Байки из склепа (одна из серий)

### Кинофильмы
- 1989 — Банда
- 1991 — Лукресия

### Короткометражные фильмы
- 2009 — Каутиверия

### Реалити-сериалы
- 2002 — Сенсуализм (Кондуктор)

## Награды и премии

### ПремияTVyNovelas
- 1986 — Лучшее мужское откровение — Пожить немножко — Номинация.
- 1987 — Самый молодой актёр — Бедная молодёжь — Победитель